# Designs on Jerry
Designs on Jerry (укр. Пастки для Джеррі; Проєкт на Джеррі) — 93-й епізод мультсеріалу «Том і Джеррі», що вийшов 2 вересня 1955 року.

## Сюжет
Том розробляє найкращу мишоловку за кресленнями Руба Голдберга, для того, щоб прославитися на весь світ і розбагатіти. Поки Том спить, миша з креслень оживає і заходить у нору до Джеррі, щоб попередити його про плани Тома. 
Джеррі вражений, що його розбудила мальована миша, яка після цього тягне його по намальованому канату на креслення. У цей момент оживає кіт зі схеми, який, як і Том, хоче зловити мишу. Мальована миша просить Джеррі захистити її. Джеррі дає гумку і та витирає зуби мальованому коту, який потім все одно малює величезні зуби, щоб продовжити переслідування. Миша з креслення малює нору, в якій ховається Джеррі, а сама стає жертвою мальованого кота. Джеррі виходить з нори та гумкою вкорочує задні лапи мальованого кота, щоб його зупинити й врятувати мальовану мишу. 
Мальований кіт женеться за Джеррі, поки не помічає у себе зміни на задніх лапах і використовує свій хвіст як ласо, щоб зловити Джері. Тим часом мальована миша малює лук і стріли, щоб влучити в несправжнього кота і врятувати Джеррі. Від пострілу мальований кіт здувся. Миша зі схеми тікає і маскується як квітка в горщику. 
Мальований кіт нічого не підозрює, а за спиною, в той момент накреслена миша скручує його виделкою, як спагеті. Джеррі і його мальований друг зістрибує з креслярської дошки, поки скручений мальований кіт женеться за ними, а потім по підлозі скаче як пружина. Мальована миша обливає його струменем води. Джеррі засмоктує його ручкою для білого чорнила і зливає залишки чорнила в банку. Джеррі й мальована миша тиснуть один одному руки, але незабаром чують позіхання Тома, який іде змінювати креслення.  
Джеррі й мальована миша виправляють позначення довжини мотузки з 10 на 12 на кресленні та повертаються у початкову точку. Том продовжує будувати мишоловку, нічого не підозрюючи. 
Після того, як Том доробив мишоловку, він ховається за рогом, чекаючи, коли Джеррі вийде з нори й схопить шматок сиру, який Том прив'язав до свого винаходу. Завдяки шматку сиру, запускається складний ланцюг подій, щоб спіймати Джеррі. Том виходить з-за рогу і дає Джеррі цигарку та зав'язує очі перед тим, як впаде сейф. Сейф падає на Тома замість Джеррі. Том виходить з сейфа у формі куба і нерозбірливо проклинає все на світі, спираючись на сейф, який на нього впав.

## Факти
- Фрагменти мультфільму з'являться в епізоді 1967 року «Shutter Bugged Cat».

## Про мультфільм
|                                                                              | Одна з кращих робіт серіалу «Том і Джеррі» — «Пастки на Джеррі» — вкрай винахідливий фільм, у якому креслення Тома для мишоловки оживають, а Тома і Джеррі намальовано схематичними фігурками.Оригінальний текст (рос.) Одна из лучших работ сериала «Том и Джерри» — «Капканы на Джерри» — крайне изобретательный фильм, в котором чертежи Тома для мышеловки оживают, а Том и Джерри нарисованы схематичными фигурками. |
| — Молтин Леонард, "О мышах и магии. История американского рисованного фильма | |